# Дворец на Яузе
Театрально-концертный зал «Дворец на Яузе» — театрально-концертный зал вблизи набережной реки Яузы в районе Преображенское города Москвы. Расположен на площади Журавлёва рядом со станцией метро «Электрозаводская». Здание возведено в 1903 году в стиле рационального модерна, а в 1947-м — перестроено в стиле сталинского ампира. На территории дворца проходят международные фестивали, концерты академической музыки, спектакли и другие мероприятия. В 2015 году в связи с предстоящим ремонтом театра «Современник» все спектакли его основной сцены были временно перенесены во Дворец на Яузе. На 2012 год здание принадлежит ООО «ТКЗ „Дворец на Яузе“».

## История

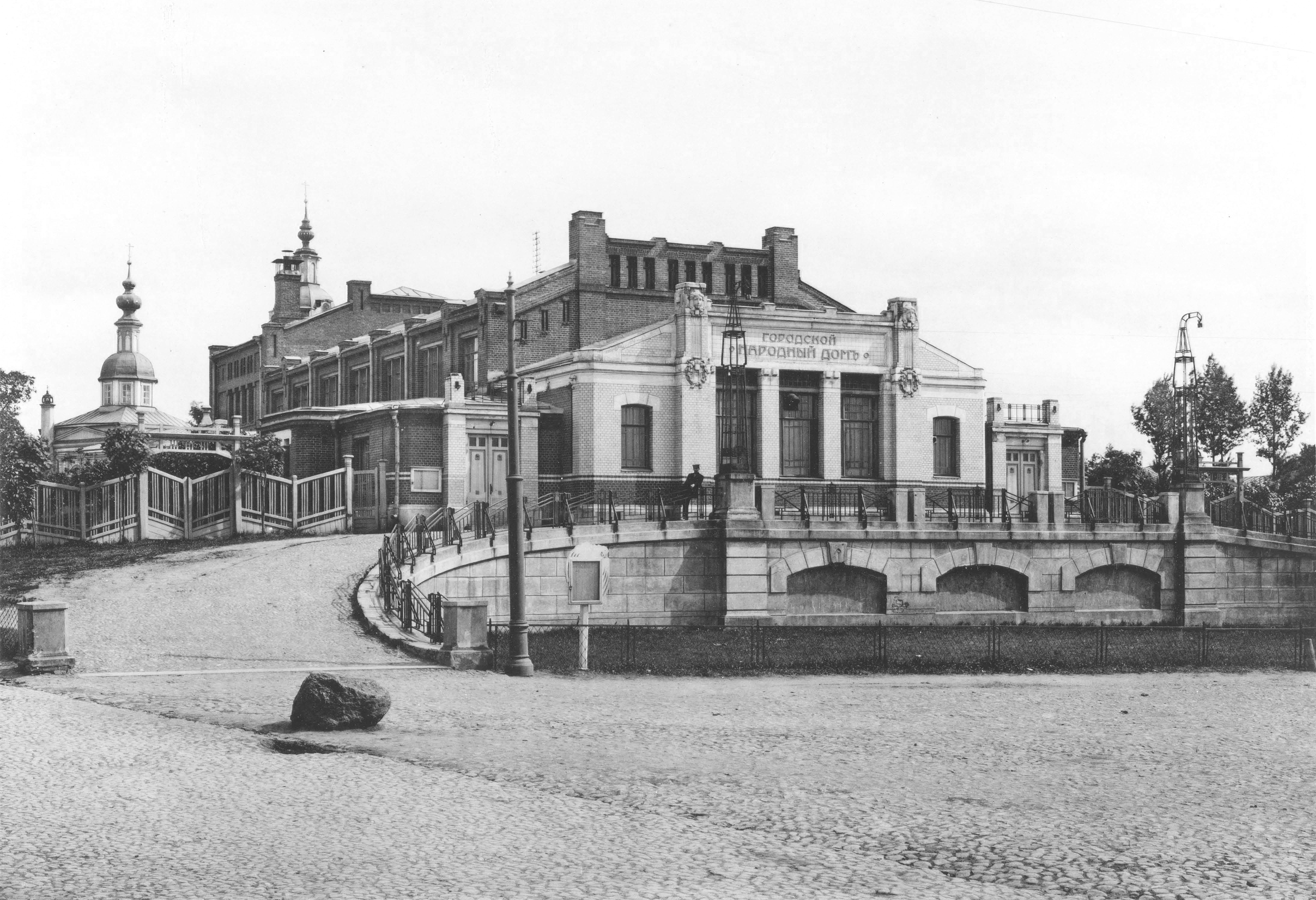
Введенский народный дом, 1913 год

Первоначально здание было построено в 1903 году по проекту архитектора Иллариона Иванова-Шица как Введенский народный дом. Он стал одним из десяти Народных домов Москвы, построенных по решению Правительства Российской империи в окраинных промышленных районах города с целью просвещения населения. По инициативе мецената и просветителя Алексея Бахрушина в здании организовали самодеятельный рабочий театр. В репертуаре театра были спектакли по произведениям Уильяма Шекспира, Александра Островского, Антона Чехова.
Изначально выполненное в стиле рационального модерна, здание в 1947 году было перестроено архитектором Борисом Васильевичем Ефимовичем в стиле сталинского ампира.
На протяжении существования дворца в нём располагались различные учреждения. С 1947 по 1959 год здание занимал Театр имени Моссовета. С этого времени и до строительства в 1960-х годах телецентра Останкино в здании работал Телевизионный театр, где снимались первые выпуски КВН и передачи «Голубой огонёк». Также во дворце в 1956 году проходили съёмки сцены из кинофильма Эльдара Рязанова «Карнавальная ночь».
В 1980-е годы дворец был переименован в Дом культуры Московского электролампового завода (МЭЛЗ). В это время в здании проходил арт-рок-парад, в рамках которого состоялись первые крупные концерты Виктора Цоя и Бориса Гребенщикова, публике впервые представили фильм Сергея Соловьёва «Асса», а в фойе и на лестнице ДК были организованы выставки художников советского андеграунда. Здесь с 19 по 26 ноября 1988 прошла «Неделя совести» — первое масштабное общественное событие, связанное с памятью о жертвах советских репрессий. После того как МЭЛЗ приватизировали, дворец оказался в частной собственности. В 1990-х годах здание потеряло статус памятника архитектуры.

## Современность
В 2008 году здание перешло к новому владельцу и стало называться Дворцом на Яузе. В декабре 2011-го собственники дворца выставили здание на продажу на площадке аукционного дома Sotheby’s за 25 млн долларов. Москомнаследие подтвердило, что здание больше не исторически значимо и продажа его в частную собственность возможна.
В 2012 году РИА Новости сообщило о том, что Министерство культуры рассматривает возможность покупки дворца для проведения там мероприятий, среди которых фестиваль «Золотая маска», Международный театральный фестиваль имени А. П. Чехова. Предварительная стоимость здания составила 30 млн рублей. Управляющий директор консалтинговой компании Praedium Oncor International Михаил Гец высказал мнение, что стоимость здания завышена на 25—30 %, поскольку в 2008 году при выручке в 20,53 млн рублей дворец получил убыток в 10,95 млн рублей, что говорит об отсутствии существенной прибыли от здания.
В 2015 году в связи с предстоящим ремонтом театра «Современник» все спектакли его основной сцены были временно перенесены в здание дворца. В октябре того же года в нём состоялось открытие юбилейного 60-го сезона театра «Современник». Первым спектаклем сезона стали «Три товарища» по Ремарку.
По данным 2012 года владельцем здания является компания «ТКЗ „Дворец на Яузе“», которая принадлежит Everetto Ltd.

## Интерьеры

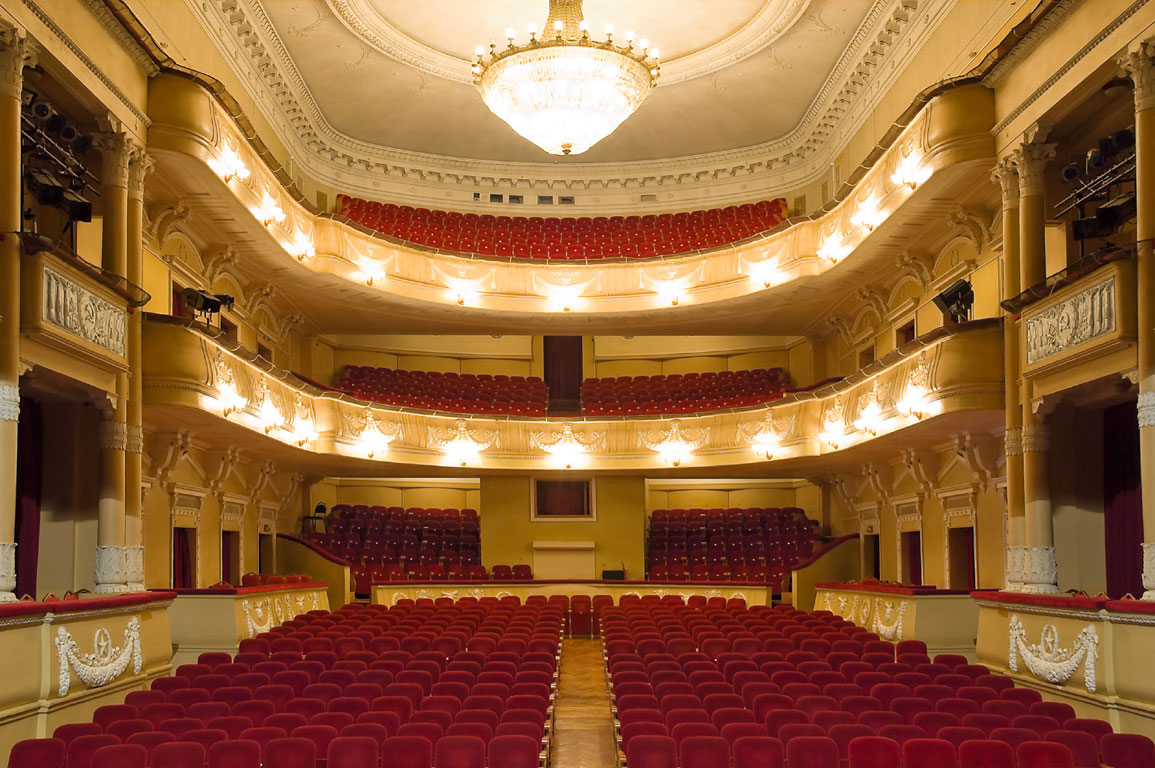
Большой зал дворца, 2012 год

Дворец представляет собой концертный комплекс, включающий в себя четыре зала.
- Большой зал в классическом стиле, площадь которого 250,6 м², рассчитан на 814 человек и оснащён сценой с реверсионным поворотным кругом и системой трансформации партера.
- Три камерных зала — Зелёный, Розовый и Сиреневый — площадью 79 м² каждый выполнены в пастельных тонах и украшены витражами и лепниной[15][16].

Также во дворце расположены четыре фойе, три репетиционных зала общей площадью 579 м², десять гримёрных и буфет.

## Мероприятия
Во дворце проходят международные фестивали, спектакли, концерты академической музыки, оперные и балетные спектакли, джазовые вечера, спектакли для детей, танцевальные проекты.
В 2010 году на сцене дворца состоялась мировая премьера балета «Лаура». С 2011-го в фойе здания проводятся «Органные сезоны во Дворце на Яузе». Весной того же года в концертном зале прошёл международный фестиваль «Посвящение Италии: Viva la Musica!». В 2012 году на сцене дворца выступил Государственный камерный оркестр «Виртуозы Москвы», а в 2013-м дворец стал одной из трёх площадок, где выступили музыканты в рамках Международного фестиваля «Вселенная звука». 16 апреля 2016 года театр «Современник» в честь своего 60-летия представил на сцене дворца премьерный спектакль «Скажите, люди, куда идёт этот поезд…» В марте 2017 года во дворце прошёл творческий вечер Валентина Гафта под названием «Театр — чем ты так прельщаешь».